# Riutort (Puigbalador)
Riutort (['riw'tɔɾt]) és un poble del terme comunal de Puigbalador, a la comarca del Capcir, de la Catalunya del Nord.
Està situat a la zona central - oriental del terme de Puigbalador, al centre de la vall del Rec del Cirerol, antigament anomenat Riu Tort. Té l'església, antigament parroquial del terme de Puigbalador i ara sufragània de la de Puigbalador, de Sant Martí.
És un poble petit, semiagrupat, amb l'església parroquial al seu extrem nord-est, al costat del cementiri. El poble, no gaire més petit que el seu cap comunal, té un annex de la Casa del Comú, la central de la qual és a Puigbalador.